# Посвящение
Посвяще́ние (фр. dédicace, нем. Widmung) — элемент перитекста (в терминологии Ж. Женетта), заявление о том, что данное произведение (литературное, научное, художественное) адресовано или поднесено в качестве дара тому или иному лицу или его памяти, группе лиц (Молодёжи), учреждению или даже отвлечённому понятию (Свободе). Чаще всего посвящение делается автором произведения, однако встречаются и посвящения, сделанные переводчиками, издателями, исполнителями. Посвящение как публичный жест следует отличать от дарственной надписи (например, на экземпляре книги), предназначенной только адресату.

## История

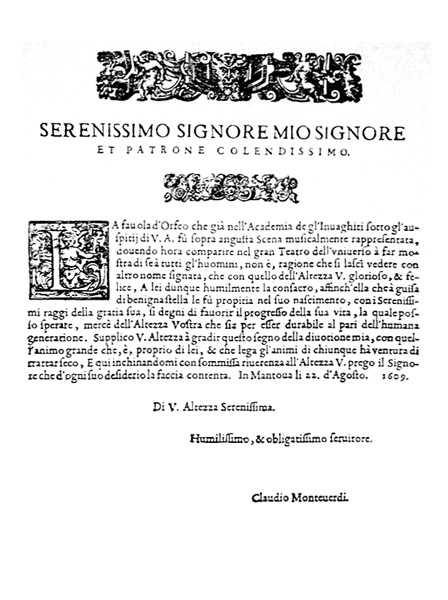
Страница с посвящением (герцогу Винченцо I Гонзага) из первого издания оперы Клаудио Монтеверди «Орфей» (1609)

Как видно из одной эпиграммы Марциала (Lib. III, 2), посвящения были известны ещё римлянам. Их появление принято связывать с зависимостью авторов от богатых и знатных покровителей: как отмечала Энциклопедия Брокгауза и Ефрона, «это являлось прямым следствием приниженного положения литературных деятелей. <…> Редко посвящения были следствием настоящего уважения и преданности». В классическую эпоху посвящение разрасталось до целого послания в прозе или стихах (épître dé dicatoire), в большинстве случаев весьма многоречивого, высокопарного и льстивого. При этом сложился целый рынок посвящений: так, в Англии в XVII веке посвящение стоило от 20 до 40 фунтов. Однако в особых случаях речь могла идти о гораздо более крупных суммах. Пьер Корнель посвятил трагедию «Цинна» крупному финансисту Монторону за 200 пистолей, наполнив посвящение настолько неумеренными похвалами, что выражение «слава Монторону» (фр. épître à Montauron) стало поговоркой, и Габриэль Гере в своём литературном кодексе «Реформированный Парнас» требовал: «Хватит врать в авторских посвящениях, истребим панегирики на манер монтороновского» (фр. Défendons de mentir dans les épîtres dédicatoires; supprimons tous les panégyriques а la Montauron). Людовик XIII отказался принять от Корнеля посвящение другой трагедии, «Полиевкт», боясь, что это ему будет дорого стоить; эту традицию продолжил Людовик XV, отказавшись принять от молодого Вольтера посвящение «Генриады» (в 1728 году). Ещё Жан-Жак Руссо, отказавшись посвятить своё произведение королеве Франции, вызвал удивление современников.
К концу XVIII века, однако, эта модель посвящения стала вызывать ироническую реакцию. Лоренс Стерн в «Приключениях Тристрама Шэнди» вместо посвящения поставил фразу «Посвящение продаётся». Развёрнутые посвящения конца XVIII века и, далее, XIX века использовались авторами для того, чтобы изложить своё ви́дение предваряемых произведений, творческие задачи, которые они перед собой ставили, личное отношение к затрагиваемым проблемам, и т. п.: так устроены, например, посвящение Вольтера к трагедии «Брут», Альфреда де Виньи к трагедии «Венецианский мавр», Николая Некрасова к поэме «Мороз, Красный нос» и многие другие.
Сборники литературных курьёзов Дизраэли (1791) и Лаланна (1855) перечисляют длинный ряд необычайных посвящений. В XVIII веке им были посвящены целые книги — например, «Рассуждение о посвящениях» (лат. Diatriba de dedicationibus; 1715) И. Г. Вальха и «Исторический и литературный комментарий к книжным посвящениям» (лат. Commentatio historica et literaria de dedicationibus librorum; 1733) Ф. П. Такке. Позднее специальное исследование посвятил теме посвящения Г. Б. Уитли (англ. The dedication of books to patron and friend; 1887), рассмотрев историю вопроса в Англии от Джеффри Чосера до Роберта Браунинга; Уитли указывает, что в елизаветинскую эпоху основным мотивом авторов-аристократов при выборе посвящения были не деньги, а дружеские и иные личные симпатии, и лишь затем литературные нравы испортились, а в новое время вернулись в рамки приличия.

## Посвящение в современной культуре
Начиная с XIX века посвящение, особенно в произведениях небольшого объёма, минимизировано до имени адресата и, в некоторых случаях, короткого пояснения, которое может раскрывать характер отношения автора к адресату или причины посвящения. Специалисты отмечают, что посвящения могут носить сугубо личный характер («Светлой памяти моего прекрасного мужа Владимира Лазаревича Тискина» — в книге Л. В. Зубовой «Современная русская поэзия в контексте истории языка», 2000), а могут указывать на культурные и научные связи («Светлой памяти моего учителя Владимира Яковлевича Проппа» — в книге К. Е. Кореповой «Русская лубочная сказка», 1999). В некоторых случаях личный и профессиональный мотивы комбинируются, формируя более широкий и многоплановый контекст: «В знак признательности за правду, не предусмотренную школьной программой, — Валентине Васильевне Бакуровой, преподавателю словесности средней школы № 1 Молотовского района города Жданова Сталинской области» (в книге А. Н. Баркова «О Булгакове, Маргарите и мастерах социалистической литературы», 1990).
Особенность посвящения в литературном произведении, особенно в лирическом стихотворении, заключается в том, что оно способно взаимодействовать с содержанием текста. Д. В. Кузьмин делит посвящения на «социализирующие» и «приватизирующие» (в первом случае адресат должен или может быть известен читателю, во втором случае, предполагается, нет), указывая, что социализирующие посвящения могут проливать неожиданный свет на смысл стихотворения, в том числе и функционируя как разновидность интертекста (посвящение от одного писателя к другому может устанавливать связь между их произведениями).